# Alex Riel

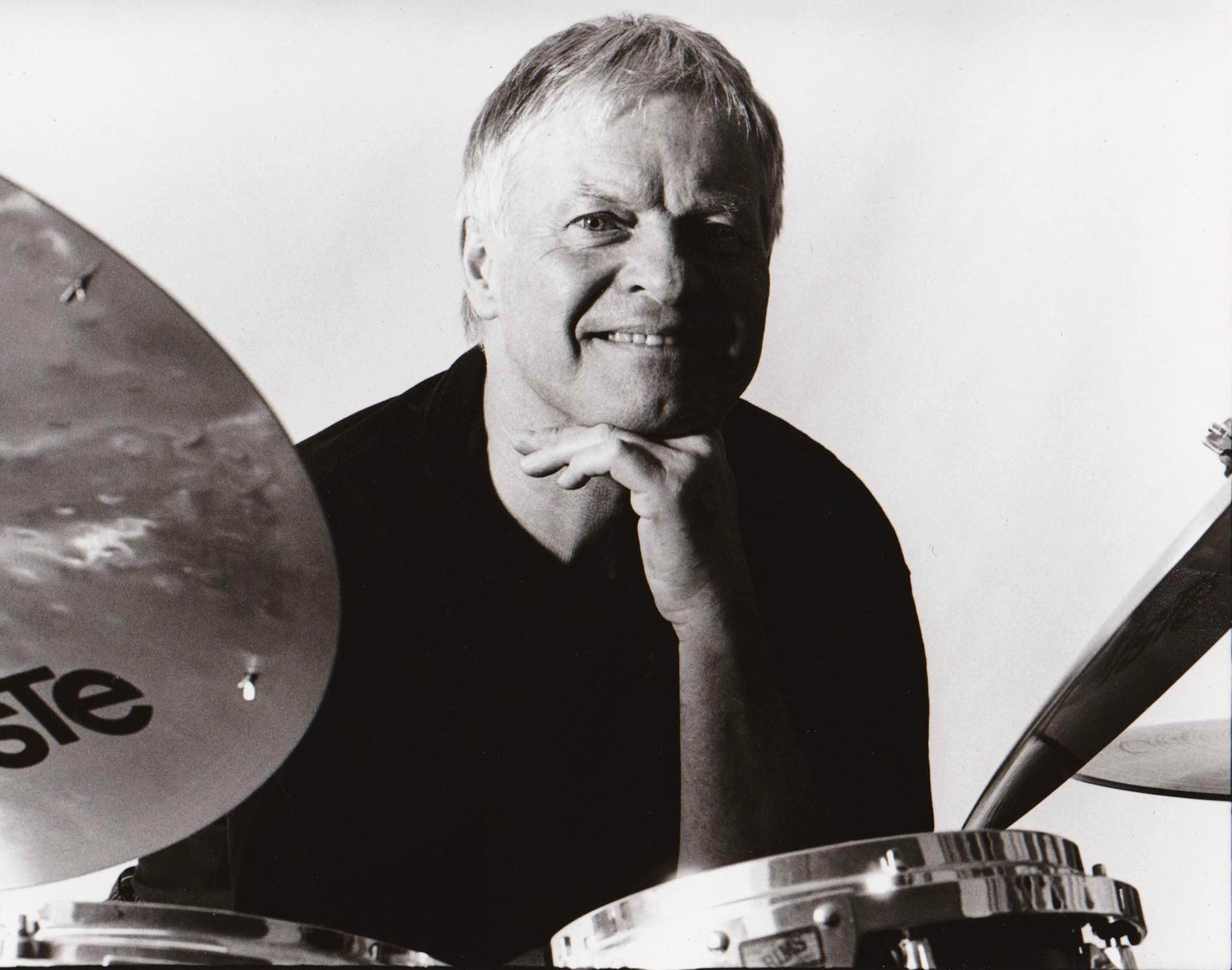
Alex Riel

Alex Riel (* 13. September 1940 in Kopenhagen; † 9. Juni 2024) war ein dänischer Jazz- und Rock-Schlagzeuger.

## Leben und Wirken
Riel begann seine Karriere als Mitglied der Hausband des Jazzclubs Montmartre in Kopenhagen, zusammen mit dem Bassisten Niels-Henning Ørsted Pedersen und Tete Montoliu oder Kenny Drew am Klavier. Sie begleiteten dort Gastmusiker wie Ben Webster, Yusef Lateef, Don Byas, Donald Byrd, Don Cherry, Art Farmer, Thad Jones, Stéphane Grappelli, Kenny Dorham und Dexter Gordon. 1965 wurde er Dänischer Jazzmusiker des Jahres und nahm seine erste Platte auf, im Trio mit Pedersen und Drew. 1965/6 war er als Teil des Bill Evans Trios auf Europatour, mit Eddie Gomez am Bass (Treasures: Solo, Trio and Orchestra Recordings from Denmark (1965–1969), 2023).
Riel war sowohl im traditionellen Jazz (zwei seiner frühen Vorbilder waren Sid Catlett und Zutty Singleton) wie im modernen Jazz zu Hause und spielte auch in Rock-Gruppen: er war Mitglied der in Skandinavien sehr bekannten Band The Savage Rose, mit der er auch in den USA tourte und 1969 auf dem Newport Jazz Festival auftrat . Mit Palle Mikkelborg bildete er 1967 ein Quintett, mit dem er 1970 auf dem Montreux Jazz Festival den ersten Preis gewann und im selben Jahr auf dem Newport Festival auftrat. Mit Mikkelborg leitete er in den 1970er Jahren auch eine Jazz-Fusion Gruppe V 8. Daneben arbeitete in den 1970er und 1980er Jahren mit dem lokal sehr erfolgreichen dänischen Rock-Sänger und Komponisten Sebastian.
Riel nahm zahlreiche Platten als Sideman auf, u. a. mit Wayne Shorter, Freddie Hubbard, Gary Burton, John Scofield, Jackie McLean, Bob Brookmeyer, Eddie Lockjaw Davis, Dizzy Gillespie, Archie Shepp, Michel Petrucciani, Chet Baker, Oscar Peterson und Allan Botschinsky (Live at the Tivoli Gardens 1996), aber auch unter eigenem Namen, u. a. mit Michael Brecker, Eddie Gomez (auf dem Album Unriel), Jerry Bergonzi, Mike Stern, Kenny Werner, Sweets Edison als Sidemen. In jüngerer Zeit spielte er in Projekten mit der NDR Bigband zusammen mit Abdullah Ibrahim, sowie mit Phil Woods, Charlie Mariano, Jacky Terrasson, Pat Metheny, Didier Lockwood.
Riel spielte im Lauf seiner Karriere in verschiedenen Trios, wie mit dem Pianisten Thomas Clausen. Sein eigenes Trio mit dem Pianisten Carsten Dahl und dem Bassisten Mads Vinding gewann für Six Hands, Three Minds, One Heart mehrere dänische Grammys. Riel leitete ab 2004 mit dem Pianisten Heine Hansen und dem Bassisten Jesper Lundgaard ein eigenes Trio (Alex Riel Trio, Debütalbum What Happened, Cowbell Music 2004, Album The High and the Mighty 2007, inspiriert von einem John-Wayne-Film).
Der sehr vielseitige Riel (in einem kleinen Land wie Dänemark wohl eine Notwendigkeit) galt in seiner Heimat als Star. Trotz seines fortgeschrittenen Alters war er gelegentlich auf Festivals im europäischen Ausland präsent, so mit Ulf Meyer & Martin Wind auf JazzBaltica 2011. 2021 entstand im umformierten Trio mit Marian Petrescu und Joel Locher das Album Live at Jazzhus Montmartre Copenhagen.
Zu seinen Schülern gehörte der Kopenhagener Drummer Stefan Pasborg. Alex Riel verstarb im Juni 2024 im Alter von 83 Jahren.

## Preise und Auszeichnungen
Sein Album The Riel Deal gewann 1996 den dänischen Grammy. Er wurde 1999 mit dem Ben Webster Prize ausgezeichnet. 2001 erhielt er den dänischen Django d’Or als Master of Jazz.